# Parque Próceres de la Independencia
El Parque Próceres de la Independencia o Parque Sesquicentenario es un parque ubicado en el distrito de Jesús María, Lima. Se encuentra en la cuadra dieciséis de la avenida Salaverry y cuenta con áreas verdes, luminarias, bancas, monumentos y la pileta.

## Monumentos

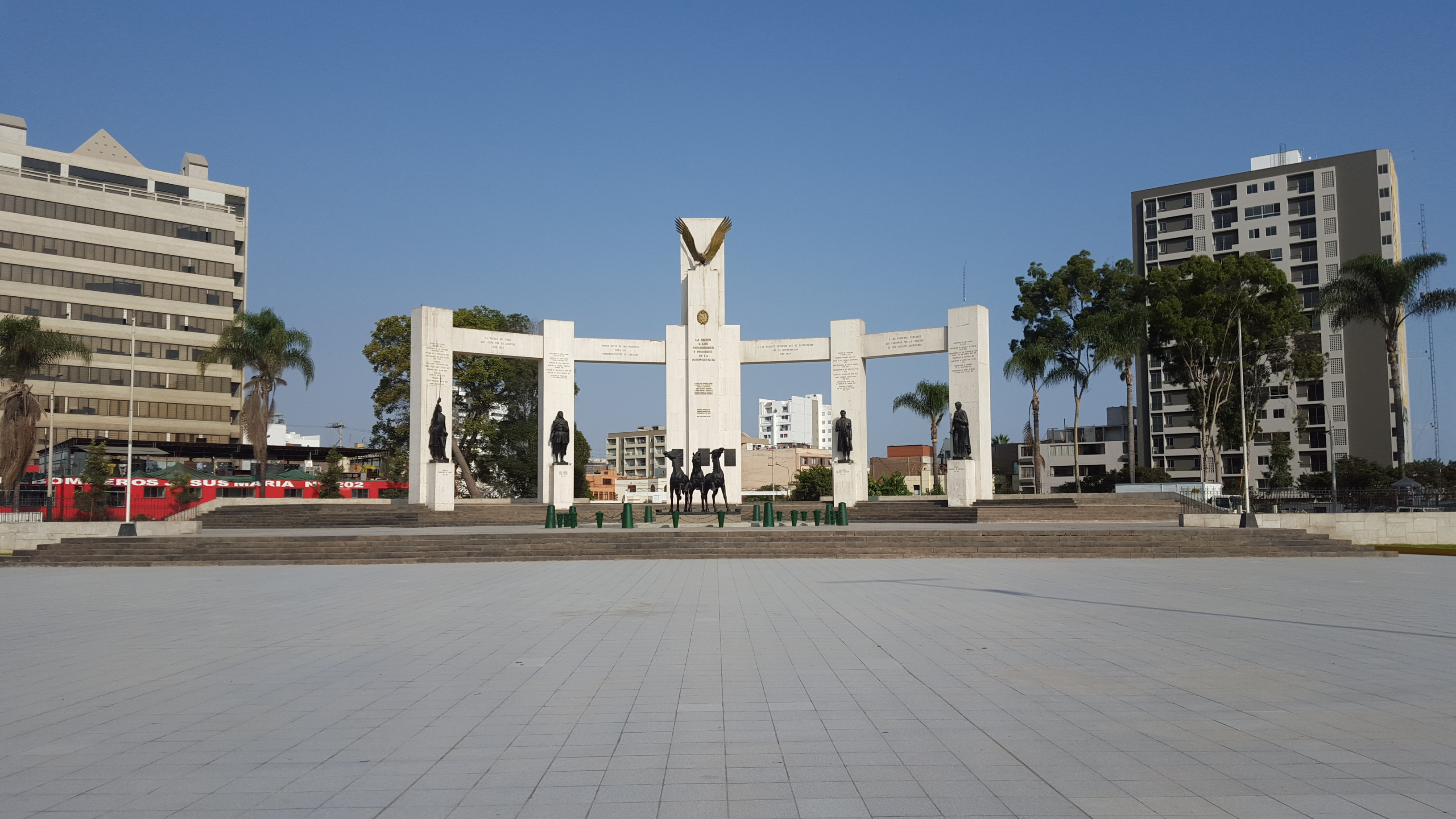

Se presentó a concurso la obra el 17 de julio de 1970. La obra ganadora resultó el escultor Joaquín Ugarte y Ugarte. El monumento está compuesto por las estatuas de Túpac Amaru II, Mateo Garcia Pumacahua, Francisco Antonio de Zela Mariano Melgar Valdivieso Juan Pablo Vizcardo y Guzmán, Toribio Rodríguez de Mendoza, y Francisco Vidal. El monumento fue inaugurado el 28 de julio de 1971 y contó con presencia del presidente Juan Velasco Alvarado.

## Actos ceremoniales
El lugar es parte de las actividades ceremoniales que se realizan por motivos de las visitas de Estado y Oficiales en el Perú, con la colocación de la ofrenda floral ante el monumento a los Próceres y Precursores de la Independencia.

## Galería

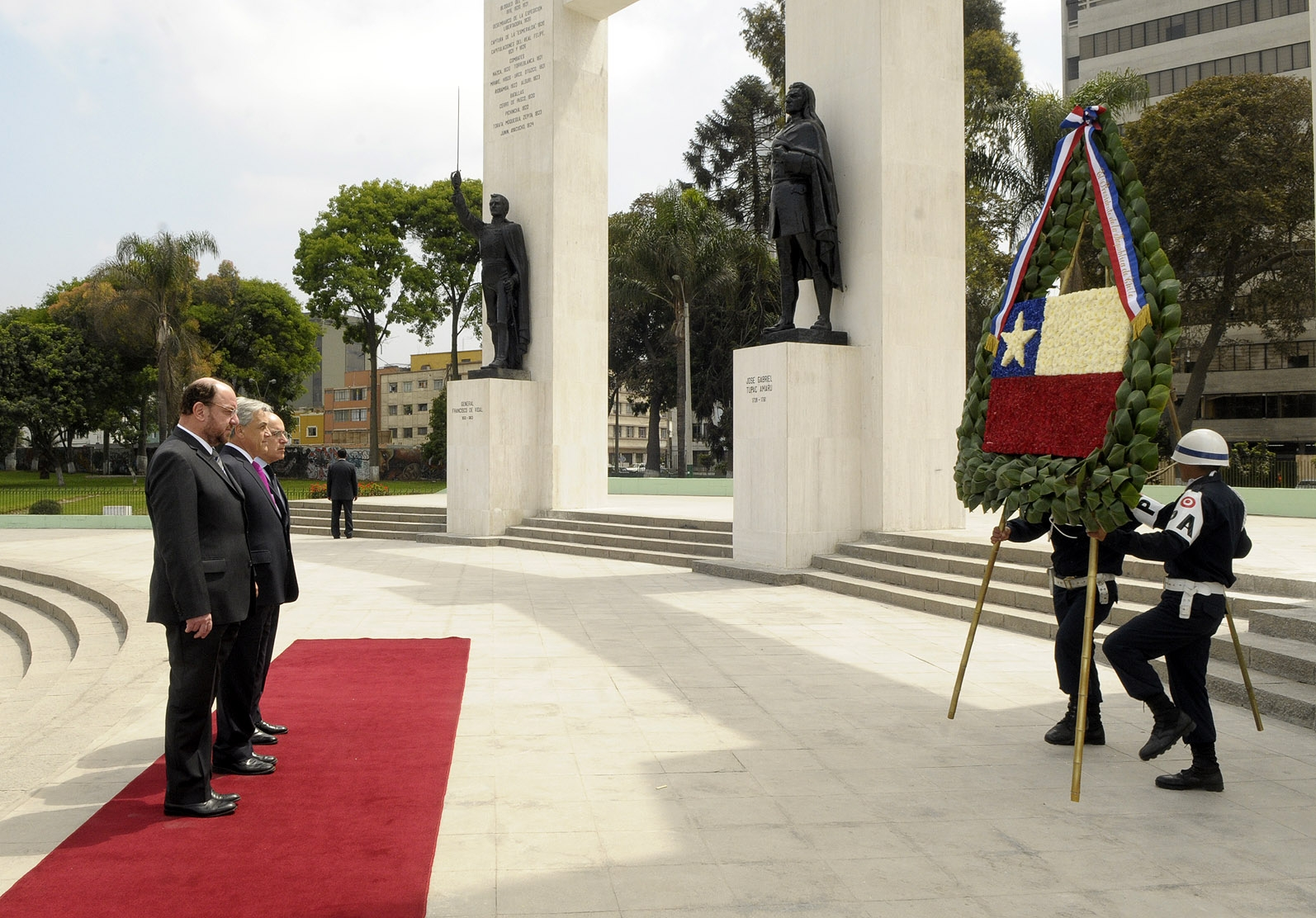
Presidente de Chile Sebastián Piñera
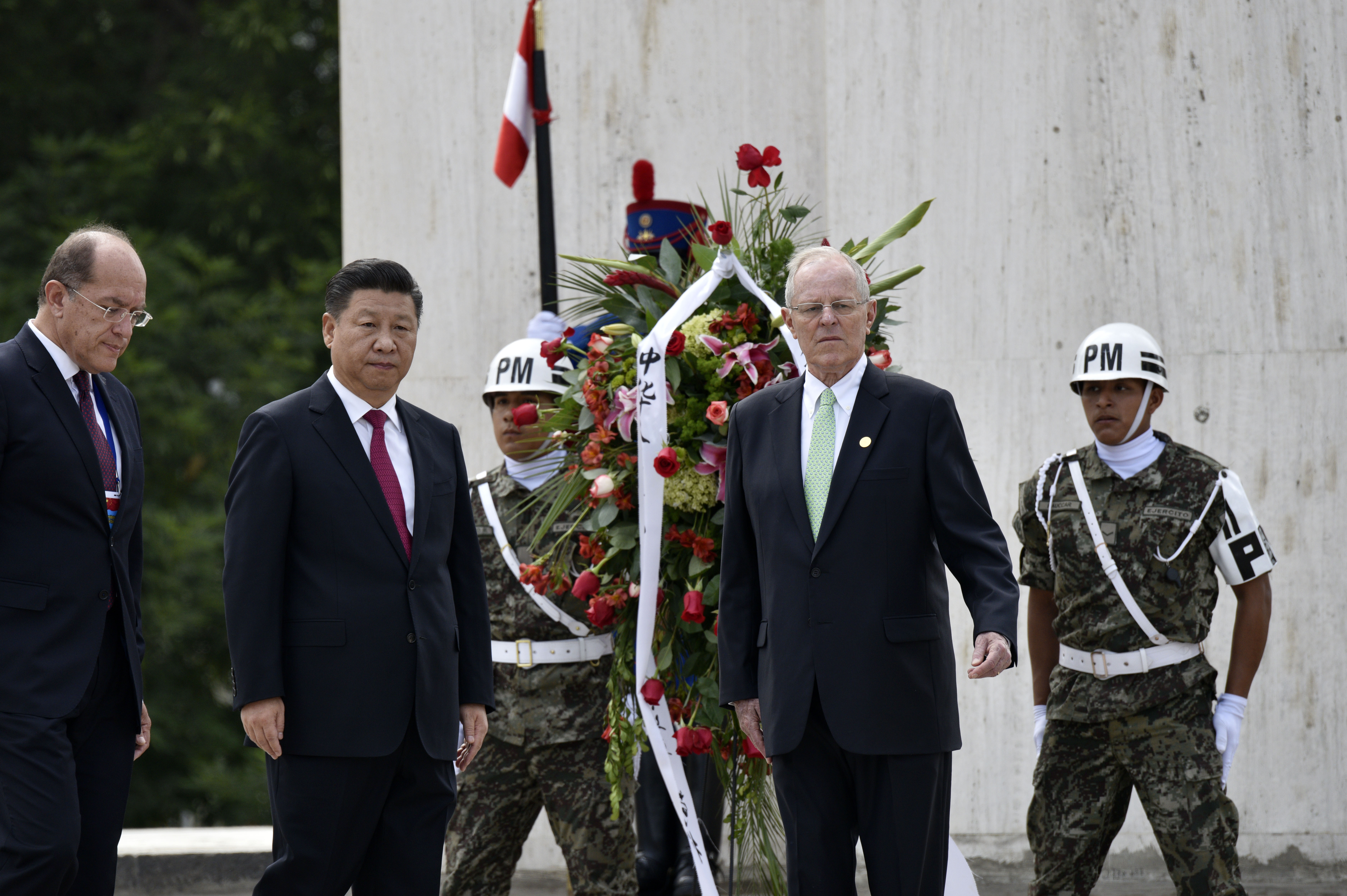
Presidente de la República Popular China Xi Jinping
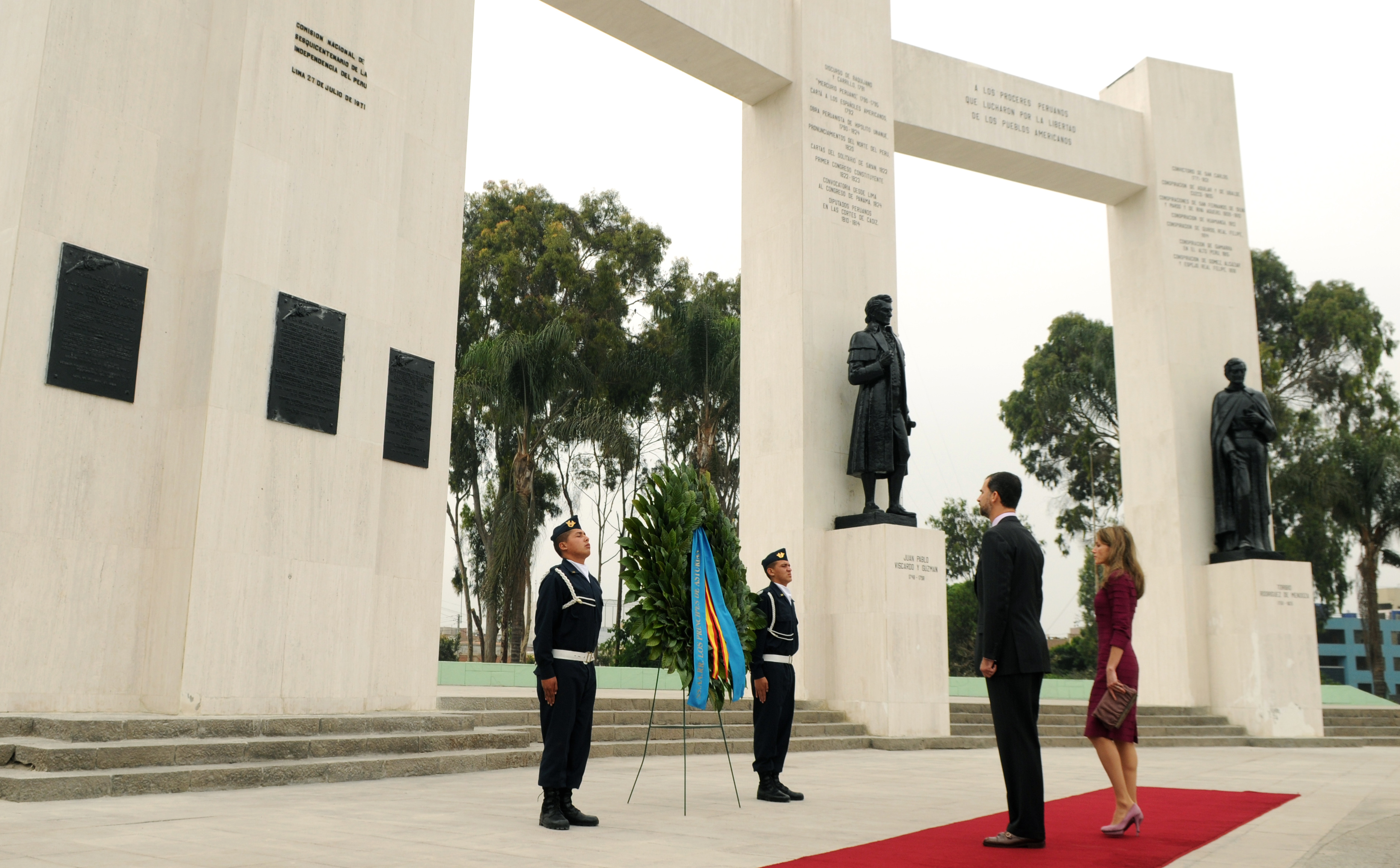
Felipe VI de España rey de España
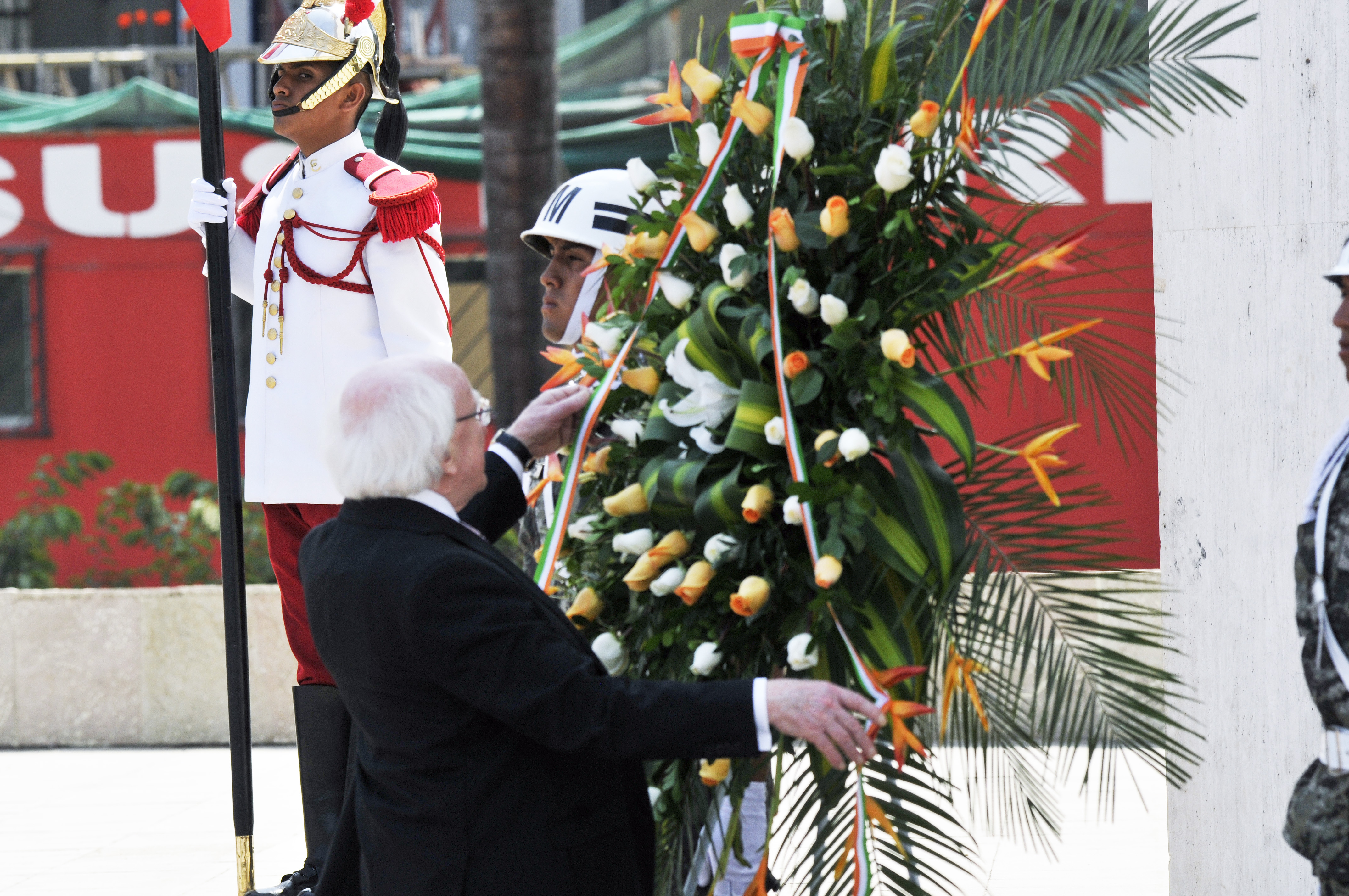
Presidente de Irlanda Michael D. Higgins
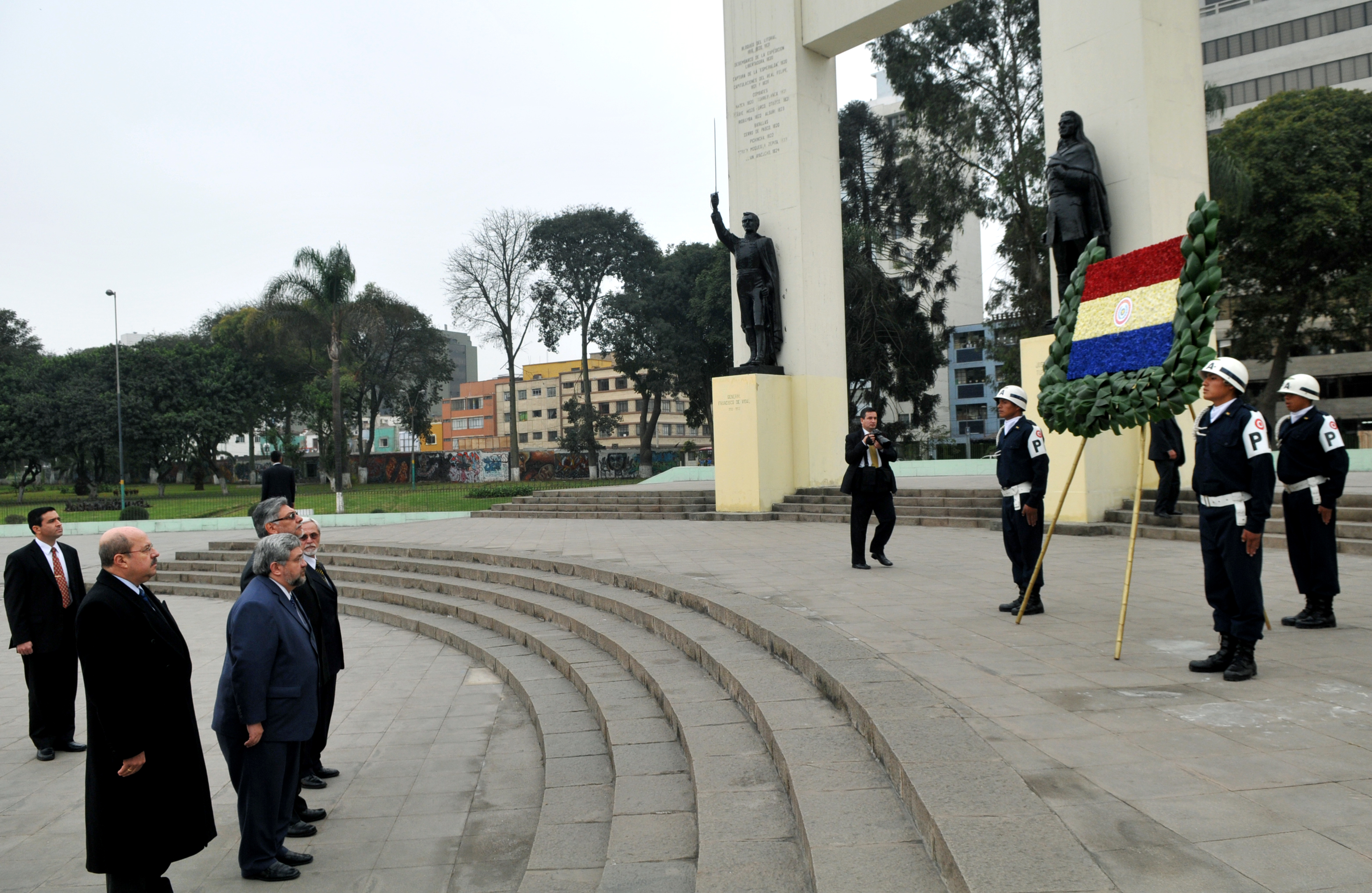
Presidente de Paraguay Fernando Lugo